# Príncipe de Moscovia
Este  artículo recoge una lista de los Príncipes y Grandes Príncipes rusos del Principado de Moscú.
Nota: los 3 primeros príncipes no son miembros de la familia de Daniel de Moscú y su titularidad sobre Moscú es discutida por algunos estudiosos.

## Príncipes de Moscovia
- 1236-1238 - Vladímir  Yúrievich, hijo de Yuri II de Vladímir
- 1246-1248 - Mijaíl Jorobrit
- 1248-1263 -  Borís Mijáilovich

## Grandes Príncipes de Moscovia
- 1283-1303 - Daniel de Moscú, hijo menor de Aleksandr Nevski;
- 1303-1325 - Yuri de Moscú, hijo de Daniel de Moscú;
- 1325-1341 - Iván I Kalitá (Ivan la Bolsa de dinero), hijo de Daniel de Moscú;
- 1341-1353 - Simeón Gordy (Simeón el Orgulloso), hijo de Iván I Kalitá;
- 1353-1359 - Iván II Krasny (Iván el Justo), segundo hijo de Iván I Kalitá;
- 1359-1389 - Dmitri Donskói, hijo de Iván Krasny;
- 1389-1425 - Basilio I, hijo de  Dmitri Donskói
- 1425-1462 - Basilio II Tiomny (Basilio el Ciego), hijo de Basilio I;
  - 1433-1434 -  Yuri de Zvenígorod (usurpador);
  - 1434 - Basilio Kosói  (usurpador);
  - 1446-1448 - Dmitri Shemiaka (usurpador);
- 1462-1505 - Iván III (Iván el Grande) – primer soberano de toda Rusia, hijo de Basilio II;
- 1505-1533 - Basilio III, hijo de Iván III;
  - 1533-1538 - Gran Princesa Elena Vasílievna Glínskaya (regente por su hijo, Iván IV);
- 1533-1547 - Iván IV Grozny (Iván el Terrible) – primer Zar desde 1547, hijo de Basilio III;
- desde 1547 véase Zarato ruso.